# Клане на животни за консумация
Кланѐто на животни за консумация е умъртвяване на животни, чрез прерязване на основните кръвоносни съдове (югуларни вени и сънни артерии) в областта на врата, с цел получаване на месо и субпродукти, за консумация и друг вид оползотворяване от човека.

## Нормативна уредба
В Европейския съюз е разрешено клането за консумация на следните животински видове:
- Преживни - говеда, овце, кози и биволи;
- Непреживни – свине, зайци и коне;
- Птици - кокошки, пуйки, патици, гъски, фазани, пъдпъдъци и други.

В Европейския съюз е забранено клането и/или добиването на месо от:
- умрели, удавени и удушени животни; животни в агония; ударени от мълния и кахетични животни;
- новородени до 14-ия ден след раждането и фетуси;
- месоядни животни и гризачи.

## Технологичен процес
- приемане – животните за клане трябва да са придружени с ветеринарен сертификат за здраве и произход и да са клинично здрави;
- предкланична почивка – животните за клане се държат в оборите на кланицата поне 12-24h на гладна диета, за да се изпразни стомашно-чревният им тракт; така труповете се обработват по-бързо, по-лесно и по-хигиенично; освен това, по време на престоя може да се прояви неоткрито към момента на приемане заболяване;
- измиване – животните задължително се измиват с душ, преди клането;
- зашеметяване – извършва се чрез електрически ток, изстрел в челото и други; шокът не трябва да нарушава тежко сърдечната дейност, защото това възпрепятства обезкървяването;
  - ударът с шило в атланто-окципиталната става прекъсва гръбначния мозък и обездвижва животното, но не го зашеметява; така животното чува и вижда всичко около него, и усеща болката от клането, макар и да не може да се движи; поради това тази практика се счита за нехуманна;
- клане – прерязване на основните кръвоносни съдове (югуларни вени и сънни артерии) в областта на врата;
- обезкървяване – закланите животни се оставят във висящо положение с главата надолу за 10 – 30 минути, с цел пълно изтичане на кръвта им;
- дране – сваляне на кожата;
- изкормване – отстраняване на вътрешните органи;
- разфасоване – труповете на дребните животни (птици и зайци) се оставят цели; труповете на средните животни се разрязват наполовина, през средата на гръбначния стълб; труповете на едрите животни се разряват на четвъртини - през средата на гръбначния стълб и след това на още две части – предна (гръден крайник с ребра) и задна (коремни мускули, таз и тазов крайник);
- зреене и охлаждане на месото.